# Szklanka (żegluga)

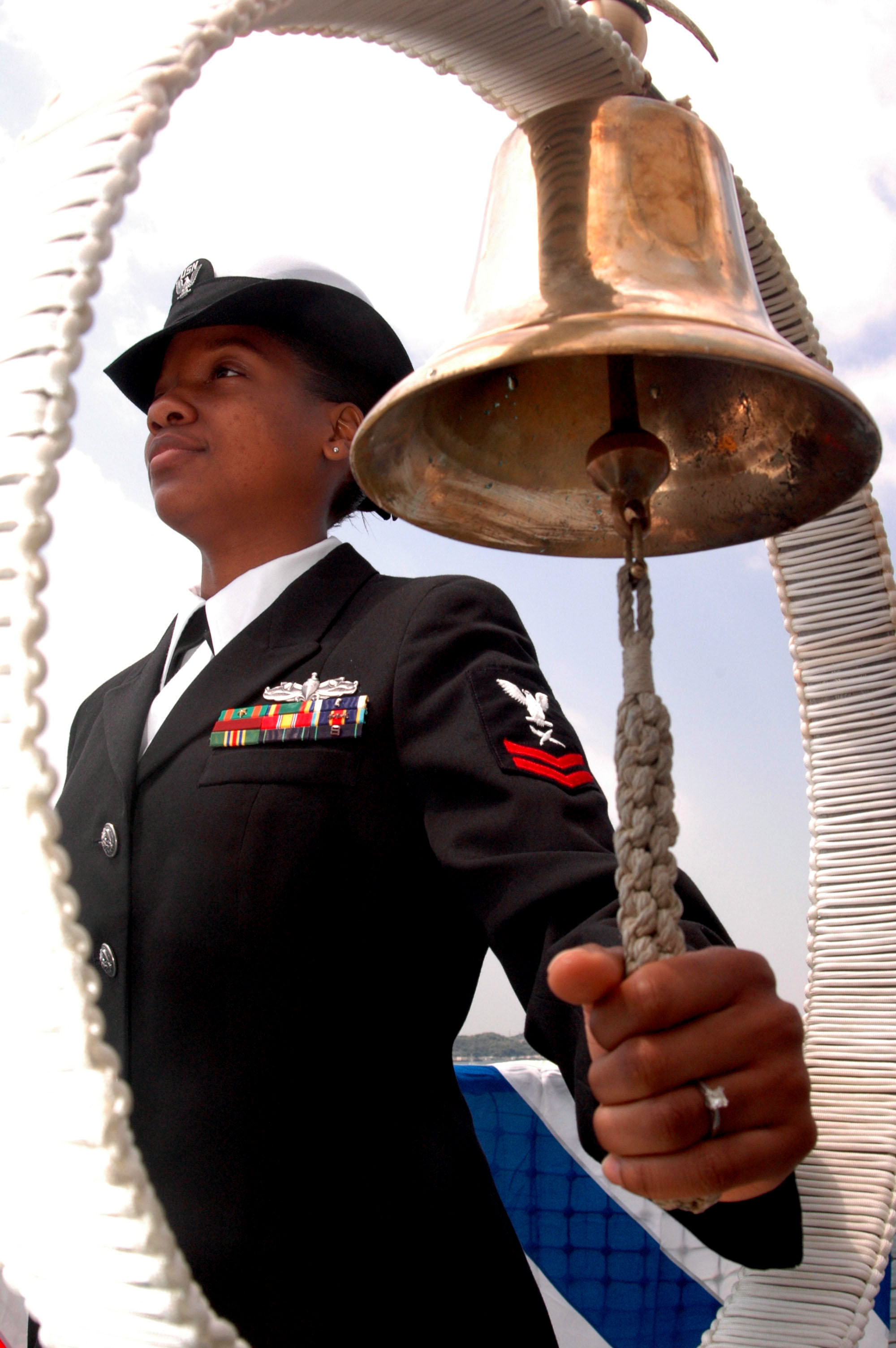
Wybijanie szklanek na amerykańskim okręcie wojennym

Szklanka (lub bicie/wybijanie szklanek) – na żaglowcach system bicia w dzwon okrętowy informujący o aktualnej godzinie wachty znajdujące się na statku.
Jako szklankę określa się pojedyncze uderzenie w dzwon okrętowy, odpowiadające upływowi kolejnych 30 minut w systemie 4 godzinnych wacht. 
Ma to związek z używanymi dawniej do odmierzania czasu szklanymi klepsydrami (standardowo główne klepsydry na statku odmierzały 30 minut oraz 4 godziny). Po przesypaniu się piasku, klepsydrę 30 minutową obracano i uderzano w dzwon, z tendencją wzrostową: pierwsze 30 minut wachty - 1 uderzenie, kolejne 30 minut - 2 uderzenia itd. aż do końca wachty po 4 godzinach - 8 uderzeń (8 szklanek). Następna rozpoczynająca służbę wachta, wybijała najpierw 8 szklanek (na rozpoczęcie) po czym wybijała je od początku (po 30 minutach - 1 szklanka, po kolejnych 30 minutach - 2 szklanki itd.).
Wybijaniu szklanek towarzyszyła również odpowiednia rytmika. Każdej pełnej godzinie - 2 szybkie uderzenia, każdej połowie godziny - pojedyncze. Na przykład po upływie 3,5 godziny wachty wybijano: po 2 szybkie uderzenia dla każdej godziny (łącznie 3 serie) oraz pojedyncze uderzenie dla połowy godziny.
Szklanki wybijano o następujących godzinach (w systemie uproszczonym): 
| Liczba szklanek     | 1         | 2       | 3         | 4       | 5         | 6        | 7          | 8                     |
| Rytmika             | •         | ••      | •• •      | •• ••   | •• •• •   | •• •• •• | •• •• •• • | •• •• •• ••           |
| Czas trwania wachty | 0,5 godz. | 1 godz. | 1,5 godz. | 2 godz. | 2,5 godz. | 3 godz.  | 3,5 godz.  | 4 godz. (zakończenie) |
| Godziny             | 00:30     | 01:00   | 01:30     | 02:00   | 02:30     | 03:00    | 03:30      | 04:00                 |
| Godziny             | 04:30     | 05:00   | 05:30     | 06:00   | 06:30     | 07:00    | 07:30      | 08:00                 |
| Godziny             | 08:30     | 09:00   | 09:30     | 10:00   | 10:30     | 11:00    | 11:30      | 12:00                 |
| Godziny             | 12:30     | 13:00   | 13:30     | 14:00   | 14:30     | 15:00    | 15:30      | 16:00                 |
| Godziny             | 16:30     | 17:00   | 17:30     | 18:00   | 18:30     | 19:00    | 19:30      | 20:00                 |
| Godziny             | 20:30     | 21:00   | 21:30     | 22:00   | 22:30     | 23:00    | 23:30      | 24:00                 |